# Rodrigo Loyola
Rodrigo Sebastián Loyola Morenilla (Antofagasta, 12 de abril de 1968) es un arquitecto y político chileno, miembro del Partido por la Democracia (PPD). Desde 2008 a 2021 ejerció alcalde de la comuna de Huasco. Entre marzo de 2022 y diciembre de 2023 se desempeñó como Delegado Presidencial Provincial de Huasco, bajo el gobierno de Gabriel Boric. 

## Biografía
Nacido en Antofagasta el 12 de abril de 1968, hijo del matrimonio de Luis Loyola Morales y Nelly Morenilla Darlington.[cita requerida] Es casado con Johana Castro, con quien tienen tres hijas.[cita requerida]
Es licenciado en arquitectura de la Universidad Católica del Norte, llegó a la Provincia del Huasco desde Antofagasta en el año 1997, desempeñándose en el servicio público como arquitecto de la Dirección de Obras Municipales (DOM) y posteriormente ejerció como Asesor Urbanista de la Municipalidad de Vallenar.
Se integra al Municipio de Huasco, trabajando en la Dirección de Obras Municipales, donde formó parte de los arquitectos que trabajaron en la construcción de proyectos y obras como el Paseo Avenida Costanera, el Edificio Municipal, el Centro Cultural padre Luis Gil S. y las poblaciones 21 de mayo, Villa Victoria y Villa Las Palmas.

## Carrera política

### Alcalde de Huasco
En el año 2008 tras una encuesta realizada por la Concertación, es nominado como candidato a alcalde de esa coalición, ganando las elecciones municipales de Huasco para el período 2008 a 2012.
En 2012 postula nuevamente al sillón edilicio, siendo reelecto en las elecciones municipales ahora para el período de 2012 a 2016.[cita requerida]
En 2016 fue reelegido por tercera vez consecutiva, ahora por el período del 6 de diciembre de 2016 al 6 de diciembre de 2020, período que se extendió debido a la emergencia sanitaria por la pandemia de COVID-19, finalizando el 28 de julio de 2021. Al no poder postular nuevamente al cargo debido a la nueva ley del límite a la reelección, abandona el municipio de Huasco tras casi 12 años. .[cita requerida]

### Delegado presidencial
El 28 de febrero de 2022 es anunciado por el presidente electo Gabriel Boric como Delegado Presidencial de la provincia de Huasco. Asumió sus funciones como delegado el 11 de marzo de 2022, con el inicio formal del Gobierno.[cita requerida]

## Controversias
Tras su anuncio como futuro delegado presidencial, diversas organizaciones sociales y medio ambientales cuestionaron su nombramiento, argumentando supuestos vínculos con empresas contaminantes como AESGENER Y CAP Minería, y por las acusaciones acogidas por Contraloría en octubre del 2021, por uso de dineros fiscales presuntamente para fines personales durante el ejercicio de su cargo.

## Historial electoral

### Elecciones municipales de 2008
- Elecciones municipales de 2008, para la alcaldía de Huasco.[7][8]

| Candidato                         | Pacto                          | Partido | Votos | %     | Resultado |
| --------------------------------- | ------------------------------ | ------- | ----- | ----- | --------- |
| Rodrigo Loyola Morenilla          | Concertación Progresista       | PPD     | 1 505 | 34,73 | Alcalde   |
| Juan Carlos Montoya Ocaranza      | Independiente (Fuera de Pacto) | Ind.    | 1 348 | 31,10 |           |
| Alberto Gallardo Flores           | Alianza                        | RN      | 779   | 17,97 |           |
| René Torres Mansilla              | Independiente (Fuera de Pacto) | Ind.    | 655   | 15,11 |           |
| María Cristina Cartajena Castillo | Juntos Podemos Más             | ILD     | 47    | 1,08  |           |

### Elecciones municipales de 2012
- Elecciones municipales de 2012, para la alcaldía de Huasco[9]

| Candidato                    | Pacto                          | Partido | Votos | %     | Resultado |
| ---------------------------- | ------------------------------ | ------- | ----- | ----- | --------- |
| Rodrigo Loyola Morenilla     | Por un Chile justo             | PPD     | 2 935 | 68,88 | Alcalde   |
| Juan Carlos Montoya Ocaranza | Independiente (Fuera de Pacto) | Ind.    | 1 195 | 28,04 |           |
| Manuel Nanjarí Contreras     | Coalición                      | UDI     | 131   | 3,07  |           |

### Elecciones municipales de 2016
- Elecciones municipales de 2016, para la alcaldía de Huasco[9]

| Candidato                          | Pacto                          | Partido | Votos | %     | Resultado |
| ---------------------------------- | ------------------------------ | ------- | ----- | ----- | --------- |
| Rodrigo Sebastián Loyola Morenilla | Nueva Mayoría                  | PPD     | 2 184 | 52,36 | Alcalde   |
| Rony Ernesto Acuña Borquez         | Independiente (Fuera de Pacto) | Ind.    | 986   | 23,64 |           |
| Juan Iván Sabando Santibáñez       | Independiente (Fuera de Pacto) | Ind.    | 637   | 15,27 |           |
| Javier Andrés Coopman Corral       | Chile Vamos                    | RN      | 364   | 8,73  |           |